# VDL Bus & Coach
VDL Bus & Coach er en nederlandsk busproducent. Den blev etableret i 1993 ved en sammenlægning af flere selskaber i VDL Groep. VDL Bus & Coach har fabrikker i Belgien og Nederlandene.

## Historie
- Berkhof blev overtaget i 1998 og blev til VDL Bus Modules. Det var tidligere en del af Berkhof Jonckheere Groep.[5]
- Bova blev overtaget i 2003 og blev til VDL Bus Valkenswaard.[6]
- DAF Bus blev overtaget i 1993 og blev til VDL Bus Chassis.[7]
- Hainje blev overtaget i 1998 og blev til VDL Bus Heerenveen.
- Jonckheere blev overtaget i 1998 og blev til VDL Bus Roeselare.
- Kusters blev overtaget i 1998 og blev til VDL Bus Venlo.

## Produkter

### Nuværende
- Citea
- Futura
- Midcity